# Chýšky
Chýšky (dříve Špicberk, německy Spitzberg) jsou část města Chyše v okrese Karlovy Vary v Karlovarském kraji. Nachází se jihovýchodně od Chyš. Chýšky leží v katastrálním území Podštěly o výměře 3,65 km².

## Historie
První písemná zmínka o vesnici pochází z roku 1847.

## Obyvatelstvo
|                                                                | 1869 | 1880 | 1890 | 1900 | 1910 | 1921 | 1930 | 1950 | 1961 | 1970 | 1980 | 1991 | 2001 | 2011 | 2021 |
| -------------------------------------------------------------- | ---- | ---- | ---- | ---- | ---- | ---- | ---- | ---- | ---- | ---- | ---- | ---- | ---- | ---- | ---- |
| Obyvatelé                                                      | 37   | 31   | 29   | 29   | 38   | 31   | 33   | 20   | 13   | 13   | 11   | 9    | 6    | 7    | 6    |
| Domy                                                           | 4    | 4    | 4    | 4    | 4    | 4    | 4    | 3    | —    | 3    | 3    | 3    | 4    | 4    | 4    |
| Počet domů z roku 1961 je zahrnut v domech místní části Chyše. |      |      |      |      |      |      |      |      |      |      |      |      |      |      |      |

## Obecní správa
Při sčítání lidu v roce 1869 Chýšky se jako osada neuváděla. V letech 1880–1950 byly osadou obce Podštěly, se kterým patřily nejprve do okresu Žlutice, ale v roce 1950 v okrese Podbořany. Od roku 1960 jsou částí města Chyše v okrese Karlovy Vary.

## Pamětihodnosti
- Kostel Povýšení svatého Kříže se hřbitovem sloužícím pro celé město